# 麝貓
麝貓（英語：civet）又名麝香貓，是一种小型、纤瘦、多为夜行性的哺乳动物，原产于热带亚洲和非洲，尤其是热带森林。“麝貓”一词用于十几个不同的物种，主要属于灵猫科动物，其物种多样性主要在东南亚。麝貓并不构成单系群，因为它们只限于灵猫科、食蟻狸科与双斑狸科的某些成员。
麝貓的身體細小及柔軟，大部份棲息在樹上。一般外表像貓，但鼻端較長及甚至是尖的，有點像水獺或獴。麝貓的長度不一，不計算尾巴約有0.4-0.7米長，重1-5公斤。

## 分佈及保育
麝貓是舊世界熱帶的原住民，分佈在地中海以南差不多整個的非洲、馬達加斯加及伊比利亞半島，延及台灣、中國華南等地區。牠們喜歡生活在林地、大草原、山地及熱帶雨林。現時很多的麝貓都面臨失去棲息地，有幾種正面臨威脅，而獺狸貓更是瀕危物種。

## 繁殖
麝貓全年都會生育，妊娠期為60-81日。一些物種每年會產兩胎。每一胎約有1-6隻幼貓，出生時已經有毛。有關牠們的交配習性所知甚少。

## 食性
麝貓是雜食性的，主要吃肉類（不論是獵物或腐屍）、生果、蛋及甚至樹根。椰子狸喜歡吃咖啡的果實。未消化完全而排泄後的咖啡豆就成為印尼的麝香貓咖啡。

## 與人類的關係
雖然一些麝貓是瀕危物種，但仍有人會買麝貓的肉。
麝貓是產生香水中的穩定劑的重要來源，牠們曾因此而大量被殺，仰賴這些物質的再利用。麝貓的圍肛腺周圍會殘留其麝香排泄物，要取得這些物質就要刮牠的圍肛腺，會令麝貓非常疼痛。雄性及雌性麝貓都會排出這些有強烈氣味的排泄物。

## 外部連結
- Raising Small Indian civet (Viverricula indica) archive.org copy from website www.vietlinh.vn
- The search for ethical civet coffee - the Coffee Locator